# Chatchu-on Moksri
Chatchu-on Moksri  (tailandês: ชัชชุอร โมกศรี) (Buriram, 6 de novembro de 1999) é uma voleibolista indoor tailandesa atuante na posição de Ponta pelos clubes nacionais, com marca de alcance no ataque de 302 cm e 298 de alcance no bloqueio.

## Carreira
Ao migrar para Suphanburi começou desde 2012 a ser praticante de voleibol no projeto da Escola Wat Chainawase aos 14 anos de idade já estava no elenco do Ayutthaya Technological Commercial College (Ayutthaya TCC), na temporada 2013-14 obteve o terceiro lugar na Liga Tailandesa e conquistou o título na Copa da Tailândia (Thai-Denmark Super League) e o quarto lugar na Copa Real Kor. Em 2014, esteve nas categorias de base da seleção nacional, Sub-17 e Sub-19, atualmente Sub-18 e Sub-20, respectivamente, ou seja, disputou o Campeonato Asiático Sub-17 de 2014 na cidade de Nakhon Ratchasima e obteve o vice-campeonato, sendo premiada como a segunda melhor ponteira do torneioe o quarto lugar no Campeonato Asiático Sub-19 de 2014 em Taipei, e no mesmo ano, esteve com elenco adulto que disputou a Copa Asiática em Shenzhen e finalizaram na quinta posição e disputou a edição do Mundial da Itália de 2014 e terminou no décimo sétimo lugar.No período de 2014-15, conquistou pelo Ayutthaya TCC o vice-campeonato da Liga Tailandesa e o terceiro lugar na Copa da Tailândia.
Em 2015, serviu a seleção nacional no extinto Grand Prix - Primeiro Grupo terminando em nono lugar, obteve a medalha de ouro nos Jogos do Sudeste Asiático de 2015 em Singapura; ainda pela seleção, disputou a edição do Campeonato Asiático Sub-23 em Pasig, ocasião que contribuiu para a conquista da medalha de prata, também nesta categoria disputou o Torneio Internacional da VTV de 2015 sediado em Bac Lieu conquistando o título e eleita a segunda Melhor Ponteira,e finalizou em oitavo lugar no Campeonato Mundial Sub-23 em Ancara.
Na temporada 2015-16, atuou pelo 3BB Nakornnont,  no ano de 2016, foi convocada para seleção nacional, conquistou o título do Campeonato do Sudeste Asiático Juvenil  em Sisaket  e foi premiada como melhor jogadora e melhor ponteira da edição, e ainda conquistou o bronze no Campeonato Asiático Sub-20 em Nakhon Ratchasima, com o elenco adulto obteve o bronze na Copa Asiática em Vĩnh Phúc, disputou a classificatória olímpica mundial, também conquistou o vice-campeonato no Montreux Volley Masters.
Nas competições de 2016-17, atuou pelo Supreme Chonburi E-Tech e sagrou-se campeã da  Liga A Tailandesa (pontos corridos)  e campeã da  a Copa da Tailândia (Thai-Denmark Super League) de 2017, conquistando a medalha de ouro do Campeonato Asiático de Clubes de 2017 em Öskemen e premiada como melhor ponteira.. Pela seleção tailandesa conquistou mais um ouro nos Jogos do Sudeste Asiático de 2017 em Kuala Lumpur, foi medalhista de prata no Campeonato Asiático de 2017 realizados nas cidades de Biñan e Muntinlupa, sendo premiada como a segunda melhor ponteira, e representando na seleção a categoria Sub-23, conquistou a medalha de prata no Campeonato Asiático Sub-23 de 2017 em Nakhon Ratchasima e premiada como a melhor ponteira.
No período de 2017-18, foi contratada pelo Nakhon Ratchasima obtendo o vice-campeonato na Liga Tailandesa, sendo a melhor ponteira do campeonato e ainda terminou em terceiro na Copa da Tailândia, também atuou pelo PEA Sisaket e conquistou o título da Copa Real Kor de 2018. Pela seleção nacional, conquistou a medalha de prata nos Jogos Asiáticos de 2018 em Jacarta e Palembang, disputou o Campeonato Mundial de 2018 no Japão, terminando na décima terceira colocação e o décimo quinto lugar na Liga das Nações  de 2018, e foi medalhista de bronze na Copa Yeltsin de Voleibol de 2018 e destacou-se como melhor sacadora.
Em 2018, ainda foi contratada pelo Supreme Chonburi VC para disputar o Campeonato Asiático de Clubes em Öskemen e conquista a medalha de ouro e pela primeira vez atua fora do país, sendo contratada pelo time japonês do PFU BlueCats para a jornada esportiva de 2018-19 e pelo PEA Sisaket  conquistou o título da Copa Real Kor de 2019, reforçou o Supreme Chonburi VC na edição do Campeonato Asiático de Clubes de 2019 em Tianjin e obteve o vice-campeonato.
Em 2019, foi convocada para seleção tailandesa obtendo o quarto lugar no Montreux Volley Masters e obteve o ouro nos Jogos do Sudeste Asiático de 2019 em Pasig 2019 e conquistou o título da Liga de Voleibol do Sudeste Asiático  de 2019 em Nakhon Ratchasima e Santa Rosa (Laguna), premiada como melhor ponteira, ainda obteve a medalha de prata no Campeonato Asiático de 2019 em Seul, e o décimo segundo lugar na Liga das Nações de 2019.
No período de 2019-20, representou novamente o PEA Sisaket  conquistou o título da Copa Real Kor de 2020 e também jogou pelo Nakhon Ratchasima The Mall foi a maior pontuadora e melhor ponteira da Liga Tailandesa e obteve o terceiro lugar na Copa Real Kor de 2020 e na Liga Tailandesa, período da Pandemia da COVID-19 e algumas competições foram canceladas; renovou com o mesmo time para 2020-21, sendo vice-campeã da Liga Tailandesa e medalhista de prata no Campeonato Asiático de 2021 em Nakhon Ratchasima, sendo a segunda melhor ponteira.Pela seleção disputou as qualificatórias olímpicas continental e mundial.
Transferiu-se para o voleibol turco, onde defendeu o Sarıyer Belediyesi nas competições de 2021-22.Pelo PEA Sisaket conquistou mais um título da Copa Real Kor em 2022.E pela seleção conquistou o título dos Jogos do Sudeste Asiático em Quang Ninh de 2021, disputados em 2022, conquistou o bronze na Copa Asiática de 2022 em Pasig e foi a segunda melhor ponteira, disputou o Campeonato Mundial de Voleibol Feminino de 2022 e terminou na décima terceira posição e alcançou o oitavo lugar na Liga das Nações de 2022.
Renovou com o Sarıyer Belediyesi para o período de 2022-23. Pelo PEA Sisaket conquistou mais um título da Copa Real Kor em 2023. Pela seleção conquistou o título dos Jogos do Sudeste Asiático em Phnom Penh de 2023, conquistou o titulo da Liga do Sudeste Asiático de 2023 em Vĩnh Phúc, alcançou o décimo quarto lugar na Liga das Nações de 2023  e foi contratada pelo time japonês do Victorina Himeji.

## Títulos e resultados
- Montreux Volley Masters de 2019
- Campeonato Asiático Juvenil:2014
- Liga A Tailandesa:2017
- Liga A Tailandesa:2015, 2018
- Liga A Tailandesa:2014, 2020
- Copa da Tailândia:2017
- Copa da Tailândia:2014
- Copa da Tailândia:2015, 2018

## Premiações individuais
- MVP do Campeonato Asiático de 2023
- 2a Melhor Ponteira da Copa Asiática de 2022
- 2a Melhor Ponteira  do Campeonato Asiático de Clubes de 2021
- 2a Melhor Ponteira  da Liga A Tailandesa de 2019-20
- Maior Pontuadora da Liga A Tailandesa de 2019-20
- 1a Melhor Ponteira da Liga do Sudeste Asiático de 2019
- Melhor Sacadora da Copa Yeltsin de 2018
- Melhor Ponteira da Liga A Tailandesa de 2017-18
- 1a Melhor Ponteira do Campeonato Asiático Sub-23 de 2017
- 2a Melhor Ponteira do Campeonato Asiático de 2017
- 1a Melhor Ponteira do Campeonato Asiático de Clubes de 2017
- MVP do Campeonato do Sudeste Asiático Sub-19 de 2016
- 1a Melhor Ponteira do Campeonato do Sudeste Asiático Sub-19 de 2016
- 2a Melhor Ponteira do Torneio Internacional VTV  de 2015
- 2a Melhor Ponteira do Campeonato Asiático Sub-17 de 2014